# Oecleus biflagellata
Oecleus biflagellata är en insektsart som beskrevs av O'brien 1982. Oecleus biflagellata ingår i släktet Oecleus och familjen kilstritar. Inga underarter finns listade i Catalogue of Life.